# Melissa Fumero

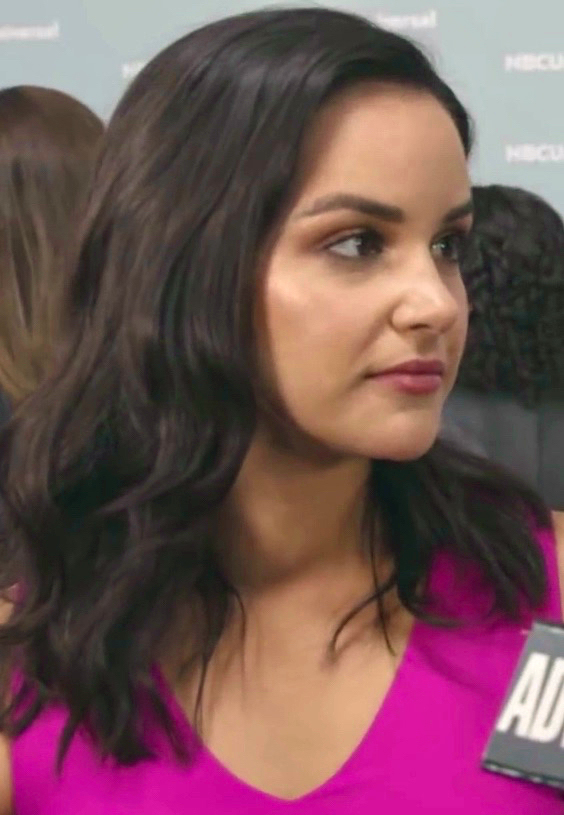
Fumero 2018

Melissa Fumero (* 19. August 1982 in Lyndhurst, New Jersey als Melissa Gallo) ist eine amerikanische Schauspielerin mit kubanischen Wurzeln.

## Leben
Fumero ist Tochter kubanischer Eltern, die als Teenager von Kuba in die USA zogen. Sie studierte an der New York University, wo sie 2003 ihren Abschluss Bachelor of Fine Arts machte. Besondere Bekanntheit erlangte sie mit ihren Rollen der Adriana Cramer in der US-amerikanischen Seifenoper Liebe, Lüge, Leidenschaft, der Zoe in Gossip Girl und ihrer Hauptrolle neben Andy Samberg als Amy Santiago in Brooklyn Nine-Nine.
Seit dem 9. Dezember 2007 ist sie mit ihrem Liebe, Lüge, Leidenschaft-Serienpartner David Fumero verheiratet. Am 24. März 2016 brachte sie einen Sohn, Enzo, zur Welt. Am 14. Februar 2020 brachte sie ihren zweiten Sohn, Axel, zur Welt.

## Filmografie (Auswahl)
- 2004–2011: Liebe, Lüge, Leidenschaft (One Life to Live, Fernsehserie, 208 Folgen)
- 2005: All My Children (Fernsehserie, 2 Folgen)
- 2007: Descent
- 2009: Important Things with Demetri Martin (Fernsehserie, Folge 1x06)
- 2009: I Hope They Serve Beer in Hell
- 2010: The Mentalist (Fernsehserie, Folge 2x22)
- 2010: Gossip Girl (Fernsehserie, 6 Folgen)
- 2011: Royal Pains (Fernsehserie, Folge 2x14)
- 2012: CSI: NY (Fernsehserie, Folge 9x10)
- 2013: Men at Work (Fernsehserie, Folge 2x3)
- 2013: The House That Jack Built

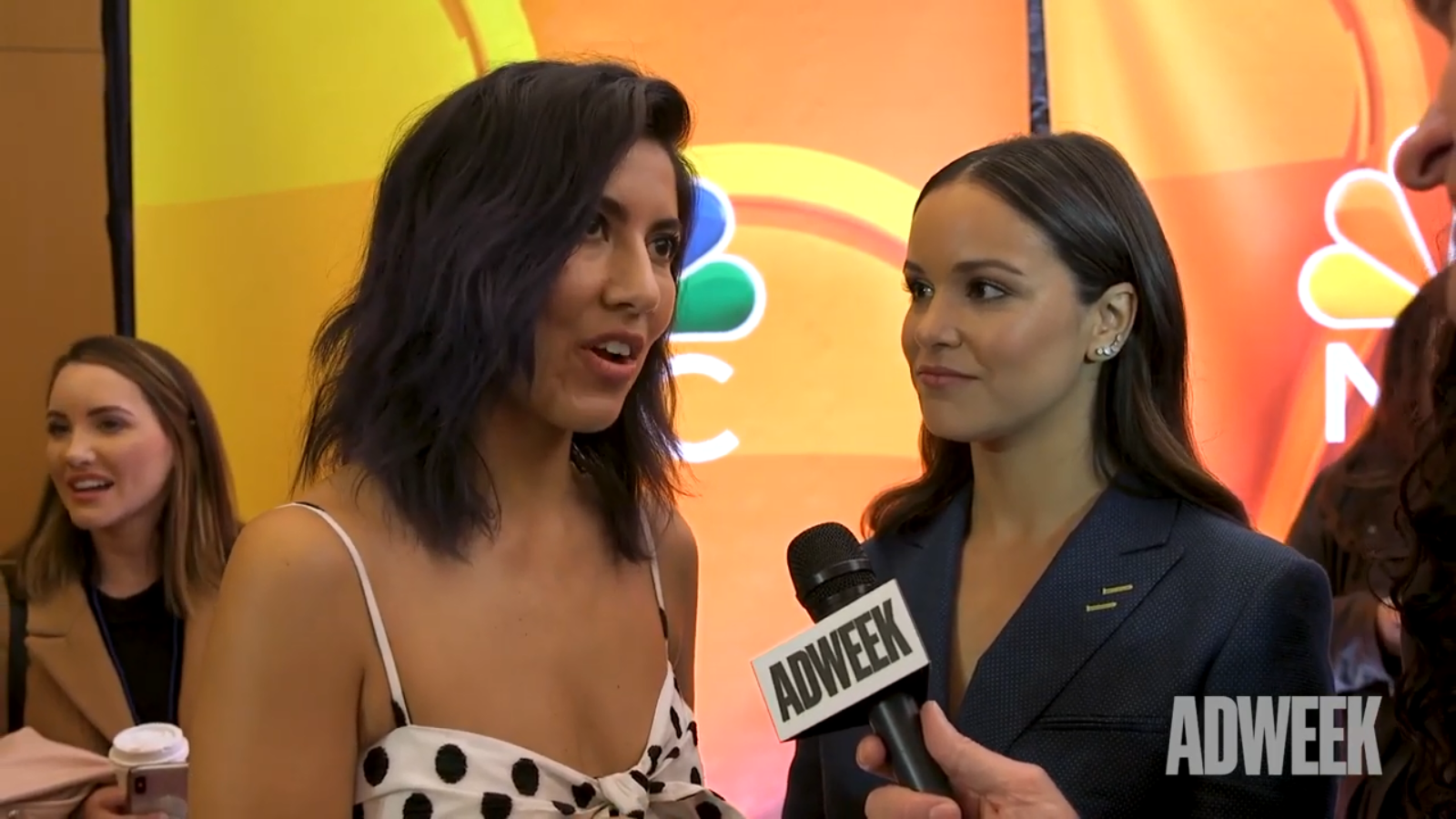
Melissa Fumero (rechts) mit ihrer Schauspielkollegin Stephanie Beatriz aus Brooklyn Nine-Nine

- 2013–2021: Brooklyn Nine-Nine (Fernsehserie, 153 Folgen)
- 2016: Mack & Moxy (Fernsehserie, Folge 1x02)
- 2017: DriverX
- 2019: One Day at a Time (Fernsehserie, Folge 3x01)
- 2020: She-Ra und die Rebellen-Prinzessinnen (She-Ra and the Princesses of Power, Fernsehserie, Stimme Folge 5x4)
- 2021: Marvel’s M.O.D.O.K. (Fernsehserie, 8 Folgen)
- 2022: Blockbuster (Fernsehserie, 10 Folgen)
- 2022: Bar Fight!
- 2023: Lopez vs. Lopez (Fernsehserie, Folge 1x21)
- 2023–2024: Velma (Fernsehserie, Stimme, 18 Folgen)
- 2023: Digman! (Fernsehserie, 8 Folgen)
- 2024: Night Court (Fernsehserie, Folge 2x10)
- 2024: Based on a True Story (Fernsehserie, 8 Folgen)
- 2025: Grosse Pointe Garden Society (Fernsehserie)